# CORC
CORC (CORnell Compiler) — компиляторы, способные автоматически исправлять ошибки в некорректных программах.
Во времена пакетной обработки (с начала 1960-х и до середины 1970-х годов) зачастую требовался целый день, чтобы получить из вычислительного центра результаты компиляции программы. Следовательно, ошибки при компиляции обходились очень дорого. Чтобы приблизить момент начала вычислений по программе, в Корнеллском университете под руководством Ричарда Конвея была разработана серия компиляторов (CORC — Cornell Compiller, Корнеллский компилятор; CUPL — Cornell University Programming Language, язык программирования Корнеллского университета, и PL/C — Корнеллская версия PL/I), которые автоматически диагностировали и исправляли некоторые простые синтаксические и семантические ошибки. Эта система была достаточно эффективна в отношении исправления простых ошибок. С развитием в 1970-е годах систем, работающих в режиме разделения времени, и появлением в 80-е персональных компьютеров и рабочих станций необходимость в автоматическом исправлении ошибок отпала.